# Пользователь библиотеки
Пользователь библиотеки — лицо, группа лиц или организация, обращающиеся к услугам библиотеки.
Термин «пользователь библиотеки» является наиболее обобщённым для таких понятий, как «читатель библиотеки», «абонент библиотеки», «потребитель информации».
Пользователем библиотеки является как лицо, зарегистрированное в соответствующих документах библиотеки (абонент), так и любой другой субъект, пользующийся её услугами (например, участник библиотечной конференции, посетитель сайта библиотеки в сети Интернет).
Понятие «пользователь библиотеки» становится употребительным с 1980-х гг. в связи с появлением библиотечных услуг, основанных на применении современных информационных технологий. В России официально в библиотечную лексику термин «пользователь библиотеки» вошёл в 1994 году с принятием Федерального закона «О библиотечном деле» в трактовке «физическое или юридическое лицо, пользующееся услугами библиотеки». В статьях 7 и 8 указанного закона получили закрепление права пользователей библиотек, в том числе право доступа в библиотеки и право свободного выбора библиотек в соответствии со своими потребностями и интересами, а также право бесплатно получать в любой библиотеке информацию о наличии в библиотечных фондах конкретного документа. Статьёй 9 Федерального закона «О библиотечном деле» на пользователей библиотек возложена обязанность соблюдать правила пользования библиотеками. В случае их нарушения и причинения ущерба пользователи библиотек компенсируют его в размере, установленном правилами пользования библиотеками, а также несут иную ответственность, предусмотренную действующим российским законодательством.